# El Refugio (Hidalgo)
El Refugio, también llamada Salitrera es una localidad de México perteneciente al municipio de Atotonilco de Tula en el estado de Hidalgo.

## Geografía
Se encuentra en la región del Valle del Mezquital, a la localidad le corresponden las coordenadas geográficas 20° 0’ 11.993” de latitud norte y 99° 11’ 20.324” de longitud oeste, con una altitud de 2182 m s. n. m. Se encuentra a una distancia aproximada de 3.59 kilómetros al este de la cabecera municipal, Atotonilco de Tula.
En cuanto a fisiografía se encuentra dentro de la provincia de la Eje Neovolcánico dentro de la subprovincia de Llanuras y Sierras de Querétaro e Hidalgo; su terreno es de lomerío. En lo que respecta a la hidrografía se encuentra posicionado en la región Panuco, dentro de la cuenca del río Moctezuma, en la subcuenca del río Salado. Cuenta con un clima semiseco templado.

## Demografía
En 2020 registró una población de 1739 personas, lo que corresponde al 2.78 % de la población municipal. De los cuales 831 son hombres y 908 son mujeres. Tiene 423 viviendas particulares habitadas.
| Gráfica de evolución demográfica de El Refugio entre 1900 y 2020                             |
|                                                                                              |
| Población de los censos y conteos del Instituto Nacional de Estadística y Geografía (INEGI). |

## Economía
La localidad tiene un grado de marginación bajo y un grado de rezago social muy bajo.